# 同じ月を見ている
『同じ月を見ている』（おなじつきをみている）は、『週刊ヤングサンデー』（小学館）に、1998年25号から2000年2・3合併号まで連載されていた土田世紀による日本の漫画作品。単行本は全7巻。
平成11年（1999年）度第3回文化庁メディア芸術祭マンガ部門優秀賞を受賞。2005年には窪塚洋介主演で映画化された。

## あらすじ
幼なじみのエミの心臓病を治したい一心で、医者の道を歩む鉄矢。恋人同士の二人のもとに、ある知らせが届く。もう一人の幼なじみのドンが、刑務所を脱走したというのだ。人の心を絵に描き出し、その人を癒してしまう不思議な力を持つドン。誰よりも純粋な心を持つドンに、大切なエミを取られてしまうのではないか‥。そんな不安と暗い思い出を抱える鉄矢。そして二人の間で心が揺らぐエミの前に、ドンが7年ぶりに現れる。

## 書誌情報
- 土田世紀『同じ月を見ている』 小学館〈ヤングサンデーコミックス〉
  1. 1998年11月5日発行 ISBN 4091523110
  2. 1999年2月5日発行 ISBN 4091523129
  3. 1999年5月5日発行 ISBN 4091523137
  4. 1999年8月5日発行 ISBN 4091523145
  5. 1999年12月5日発行 ISBN 4091523153
  6. 2000年3月5日発行 ISBN 4091523161
  7. 2000年5月5日発行 ISBN 409152317X

## 映画
2005年11月19日公開。「Under The Same Moon」という副題が付けられている。
主演の窪塚洋介は自身の転落事故以来、初の映画出演であり、そもそも「窪塚洋介の復帰映画を作る」という企画から始まった。
当初、窪塚が演じる予定だったのはドンの役であったが、どんな役でもこなせる役者になりたいと願っていた頃を思い出し、今までの自分ならやらなかったであろう鉄矢の役を選んだ。
主題歌は久保田利伸の「君のそばに」。この映画のために書き下ろされた。
全国103スクリーンで公開され、11月19日・20日の全国週末興行成績（興行通信社）では興行収入が約2800万円を記録し、8位発進する。

### キャスト
- 熊川鉄矢：窪塚洋介、塩顕治（少年時代）
- 水代元（ドン）：エディソン・チャン、石川眞吾（少年時代）
- 杉山エミ：黒木メイサ、福田麻由子（少女時代）
- 杉山譲治：菅田俊
- 杉山美都子：竹井みどり
- 金子優作：山本太郎
- 中田：松尾スズキ
- 東谷：岸田今日子
- 住職：三谷昇
- 大樹：川上将平
- 西田健
- 春田純一
- 仁科貴
- 伊藤洋三郎
- モロ師岡
- 水川あさみ（友情出演）

### スタッフ
- 監督：深作健太
- 製作：黒澤満、坂上順、早河洋、亀井修、古屋文明
- 脚本：森淳一
- 音楽：藤原いくろう
- 撮影：北信康
- 編集：川島章正、洲崎千恵子
- 美術：新田隆之
- 録音：林大輔
- 装飾：佐原敦史
- 製作会社：「同じ月を見ている」製作委員会（東映、東映ビデオ、テレビ朝日、小学館、日本出版販売）